# Магистраль М2 (Беларусь)
Магистраль М2 (Московское шоссе) соединяет Минск и Национальный аэропорт «Минск». Дорога начинается как продолжение проспекта Независимости от Минской кольцевой автомобильной дороги М9, следует на восток до Кургана Славы и поворачивает к аэропорту (прямое продолжение трассы — дорога Р53). На первом участке трассы скорость движения составляет 90 км/ч, на втором — 120 км/ч. На всём протяжении дорога освещена и имеет 4 полосы для движения.

## Маршрут
Протяжённость трассы составляет 34 км. 
| Расст. (прибл.) |  | Название                    | Другие трассы |
| --------------- |  | --------------------------- | ------------- |
| 0 км            |  | Минск                       | М9            |
| 17 км           |  | Курган Славы                | Р53 Р80       |
| 26 км           |  |                             | М1 E 30       |
| 34 км           |  | Национальный аэропорт Минск |               |